# 春日市立春日南中学校
春日市立春日南中学校(かすがしりつ かすがみなみちゅうがっこう)は福岡県春日市にある、公立中学校。通称「南中(なんちゅう)」。
校訓は「剛健・誠実・創造」である。

## 概要
春日市域の南部に位置する白水大池公園のすぐ東にあり、もともとは関岡池だった。
春日市の他の小中学校同様にコミュニティ・スクールを導入している。

## 歴史
引用元(春日市立春日南中学校の沿革)
- 1983年4月（昭和58年）春日市立春日西中学校・春日東中学校から分離独立、春日南中学校として創立15学級、生徒数561名（学校用地31,404平方メートル、鉄筋3階建）
- 2002年11月（昭和47年）「なんちゅうカレッジ」開校、校訓碑設置。

## 歴代校長
引用元(春日市立春日南中学校の沿革)
- 初代校長 井上 信生
- 第2代校長 深江 義三
- 第3代校長 井上 晃
- 第4代校長 熊谷 三郎次
- 第5代校長 船超 義昭
- 第6代校長 高木 和敏
- 第7代校長 伊藤 哲
- 第8代校長 合原 康次郎
- 第9代校長 扇 弘行
- 第10代校長 合谷 智
- 第11代校長 大森 義弘
- 第12代校長 田中 清美
- 第13代校長 山﨑 明彦
- 第14代校長 日下部 達矢

## 部活動
※2024年度現在(春日市部活動指導の指針.pdf)

### 運動部
- 野球部
- サッカー部
- 男女テニス部
- 陸上部
- 男女バレー部
- 男女バスケット部
- 男女卓球部
- 剣道部

### 文化部
- 吹奏楽部
- 美術部

## 著名な出身者
- まるり(音楽ユニット)